# Nati nel 1305
| Questa pagina contiene informazioni ricavate automaticamente dalle voci biografiche con l'ausilio del template Bio e di un bot. L'aggiornamento è periodico e automatico e ricostruisce completamente la pagina. Se manca una persona in questa lista, sei pregato di non aggiungerla, ma accertati piuttosto che la sua voce biografica contenga il template Bio e che i dati anagrafici siano correttamente compilati. Se il template Bio manca, inseriscilo tu stesso o, in alternativa, metti l'avviso {{tmp\|Bio}} che ne segnala la mancanza. Se i dati riportati sono sbagliati, correggi direttamente la voce biografica; le modifiche saranno visibili in questa lista entro pochi giorni. Per chiarimenti vedi il progetto biografie. La lista contiene solo le 15 persone che sono citate nell'enciclopedia e per le quali è stato implementato correttamente il template Bio. Pagina aggiornata al 10 ago 2025. |

- 2 marzo - Luigi I di Neuchâtel, nobile svizzero († 1373)
- 2 giugno - Abu Sa'id, mongolo († 1335)
- 29 settembre - Enrico XIV di Baviera, nobile tedesco († 1339)
- Ashikaga Takauji, militare giapponese († 1358)
- Beatrice di Lussemburgo, nobile ungherese († 1319)
- Costanza d'Aragona, sovrana († 1344)
- Elisabetta di Polonia, regina († 1380)
- Carlo d'Étampes, nobile († 1336)
- Filippo di Cabassole, cardinale e patriarca cattolico francese († 1372)
- Pietro II di Sicilia, re († 1342)
- Pietro IV di Ribagorza, nobile spagnolo († 1381)
- Pietro Tommaso, vescovo francese († 1366)
- Ibn al-Shatir, filosofo arabo († 1375)
- Pierre de la Foret, cardinale e arcivescovo cattolico francese († 1361)
- Sveva del Balzo, nobile italiana († 1336)